# کاظم شکری
کاظم شکری (زادهٔ ۱۳۶۴ در ساری) بازیکن فوتبال اهل ایران می‌باشد.
او پیشینهٔ بازی در باشگاه‌های پتروشیمی تبریز، نوژن ساری، سپاهان اصفهان و تراکتور تبریز را در کارنامهٔ ورزشی خود داراست. وی در حال حاضر به سرمربیگری تیم نخبگان ساری مشغول است.

## بن‌مایه
1. ↑  «نفت تهران و شهرداری تبریز قهرمانان نیم‌فصل». گل‌دیلی.